# Lijst van Waalse ministers van Leefmilieu
Dit is een lijst van ministers van Leefmilieu in de Waalse regering. 

## Lijst
| Nr. | Minister | Minister                   | Partij | Partij      | Begin             | Einde             | Regering(en)                               | Bevoegdheid |
| --- | -------- | -------------------------- | ------ | ----------- | ----------------- | ----------------- | ------------------------------------------ | ----------- |
| 1   |          | Valmy Féaux (1933)         |        | PS          | 27 januari 1982   | 27 november 1985  | Damseaux, Dehousse II                      | Milieu      |
| 2   |          | Daniel Ducarme (1954-2010) |        | PRL         | 27 november 1985  | 3 februari 1988   | Wathelet                                   | Milieu      |
| 3   |          | Guy Lutgen (1936)          |        | PSC         | 3 februari 1988   | 12 juli 1999      | Coëme, Anselme, Spitaels, Collignon I, II  | Milieu      |
| 4   |          | Michel Foret (1948)        |        | PRL         | 12 juli 1999      | 19 juli 2004      | Di Rupo I, Van Cauwenberghe I              | Milieu      |
| 5   |          | Benoît Lutgen (1970)       |        | cdH         | 19 juli 2004      | 15 juli 2009      | Van Cauwenberghe II, Di Rupo II, Demotte I | Milieu      |
| 6   |          | Philippe Henry (1971)      |        | Ecolo       | 15 juli 2009      | 22 juli 2014      | Demotte II                                 | Milieu      |
| 7   |          | Carlo Di Antonio (1962)    |        | cdH         | 22 juli 2014      | 13 september 2019 | Magnette, Borsus                           | Milieu      |
| 8   |          | Céline Tellier (1984)      |        | Ecolo       | 13 september 2019 | 15 juli 2024      | Di Rupo III                                | Leefmilieu  |
| 9   |          | Yves Coppieters (1968)     |        | Les Engagés | 15 juli 2024      | heden             | Dolimont                                   |             |